# Tijolo Millwall
O tijolo Millwall é uma arma improvisada feita de jornal adulterado, usada como um pequeno porrete. Foi nomeado em homenagem aos torcedores do Millwall Football Club, que tinham reputação de vandalismo no futebol. O tijolo de Millwall foi supostamente usado como arma furtiva durante partidas de futebol na Inglaterra nas décadas de 1960 e 1970. A popularidade da arma parece ter sido devido à ampla disponibilidade de jornais, à dificuldade de restringir a entrada de jornais no campo de futebol e à facilidade de sua construção.

## História
No final da década de 1960, em resposta ao vandalismo no futebol em partidas na Inglaterra, a polícia começou a confiscar qualquer coisa que pudesse ser usada como arma. Esses itens incluíam pentes de aço, canetas, porta-copos de cerveja, pingentes de cavalo, balas de polo, cadarços e botas.  No entanto, os fãs ainda tinham permissão para trazer jornais. Jornais grandes e de grande formato funcionam melhor para uma fábrica de Millwall, e a polícia olhou com desconfiança para os torcedores de futebol da classe trabalhadora que carregavam tais jornais. Devido à sua aparência mais inocente, os tabloides fizeram deles a escolha preferida para os tijolos de Millwall.  O livro Spirit of '69: A Skinhead Bible descreve o uso dos tijolos de Millwall pelos fãs de futebol britânicos no final da década de 1960: "Os jornais eram enrolados firmemente para formar o chamado Millwall Brick e outro truque era fazer um soco inglês com moedas de um centavo presas no lugar por um pedaço de papel embrulhado. Dificilmente poderia ser parado por ter um pouco de troco no bolso e um Daily Mirror debaixo do braço." O livro Skinhead diz: "O tijolo de Millwall, por exemplo, era um jornal dobrado várias vezes e achatado para formar um cassetete."

## Projeto
Um tijolo Millwall é construído a partir de várias folhas de jornal empilhadas e enroladas firmemente no sentido do comprimento. O tubo resultante é dobrado ao meio para criar uma alça (uma alça) e uma cabeça arredondada na dobra. 